# Música sí
Música sí est une émission télévisée espagnole musicale diffusée sur la première chaîne de télévision nationale TVE. Diffusée pour la première fois en novembre 1997 et pour la dernière fois en novembre 2004, elle est l'émission la plus regardée en Espagne en matière de musique.

## Production
L'émission est diffusée en Espagne entre 1997 et 2004. Dans ce programme, de nombreux artistes nationaux et internationaux se sont présentés comme notamment Camela, Alizée, S Club 7, La Oreja de Van Gogh, Alejandro Sanz, Chenoa, Mariah Carey, Evanescence, The Vines, Avalanch, Paulina Rubio, Enrique Iglesias, Laura Pausini, Sergio Dalma, Luz Casal,Baccara, Céline Dion, Thalía, Shakira, Avril Lavigne, The Corrs, Craig David, Aqua, Christina Aguilera, Amaral, Robbie Williams, Spice Girls, Malú, Mónica Naranjo et Iron Maiden. Certains artistes nationaux (DJ Marta, Javi Boss, Buenri, Abel The Kid et Raúl Ortiz…) et internationaux (DJ Liberty, Cristian Varela, DJ Raul Del Sol…) de musique électronique y ont également mixé.